# Adeline Marie Somers
Adeline Marie Somers (24 septembre 1852 – 12 avril 1920) est une militante de la réforme pénale. Elle dirige le Fonds de la Guerre Européenne qui soigne les blessés de la Première Guerre mondiale.

## Biographie
Adeline Marie Somers est née en 1852, fille de Charles Somers-Cocks, 3e comte Somers. Elle est instruite à la maison avec le programme d'études défini par sa mère.
Elle devient Adeline Russell après avoir épousé George William Russell (10e duc de Bedford), le 24 octobre 1876. En 1882, Virginia Woolf naît et sa mère lui donne le prénom de Adeline d'après Russell. Elle devient la duchesse de Bedford, en 1891, lorsque George devient le 10e duc de Bedford. Elle est une philanthrope dédiée à la cause des femmes. Elle travaille sur un programme de soutien aux pauvres, aux femmes et aux prostituées autour de la Gare de Victoria à Londres.
Pendant 20 ans, elle visite les prisons. En 1913, elle est choquée au sujet d'un article sur la maltraitance des prisonniers politiques au Portugal. Elle se rend à Lisbonne pour en savoir plus. Ses rapports interpellent les partis politiques et au bout d'un an, les Portugais libèrent leurs prisonniers et Adeline est considérée comme le catalyseur de cette action. Peu de temps après, la guerre éclate.
Au cours de la Première Guerre mondiale, elle est présidente du fonds de la Guerre Européenne. Le fonds est créé par l'Ordre de Saint-Jean de Jérusalem et la Croix-Rouge. Elle travaille sans relâche pour les blessés, et elle fait de nombreuses visites sur le Front de l'Ouest pour inspecter les conditions et l'entretien des soldats blessés. Elle est nommée Dame Grand-Croix de l'Ordre de l'Empire britannique (division militaire), en 1919. Elle est nommée Dame de Grâce du Très vénérable ordre de Saint-Jean (L. Saint-J.), le 13 août 1902.
Elle est également remarquée pour son rôle en tant que défenseur de la réforme pénale. Après la guerre, elle continue à travailler pour les blessés de la guerre, et elle est morte d'un arrêt cardiaque en 1920, après une grippe. Elle n'a pas d'enfants, et est enterrée dans le cimetière à Chenies, dans le Buckinghamshire.